# デビルメイクライ3
『デビルメイクライ3』（デビルメイクライスリー、Devil May Cry 3）は、カプコンから2005年2月17日に発売されたPlayStation 2専用のアクションゲームである。後に様々な追加要素を盛り込んだグレードアップバージョン『Devil May Cry 3 Special Edition』（デビルメイクライスリー スペシャル・エディション）が発売された。
硬派な難易度と、派手に敵を倒す爽快感により人気シリーズとなった『Devil May Cry』『DEVIL MAY CRY 2』の続編。『Devil May Cry』よりも過去の物語となっている。E3 2004で公開されたプロモーション映像では0から3へと変わるタイトルロゴが表示された。
本項では『DMC』＝『1』、『DMC2』＝『2』、『DMC3』＝『3』、『DMC3 Special Edition』＝『3SE』と表記する。

## 概要
デビルメイクライシリーズ第3作。前作『デビルメイクライ2』が1作目『デビルメイクライ』以上の評価を得られなかったため、様々な不評点を改善して発売されたのがこの『デビルメイクライ3』である。プロデューサーは、前作に引き続き田中剛、ディレクターに伊津野英昭。音楽は柴田徹也が担当。アシスタントとして、長谷川憲人も担当。
全世界累計販売本数は『3』が130万で、『3SE』は100万本。
また、スペシャルエディションをHD画質にリマスターおよびトロフィー・実績機能に対応したHD移植版が2012年3月22日にPlayStation 3とXbox 360で発売された。

## ゲームシステム
基本はオーソドックスな3Dアクションで、プレイヤーはダンテを操作し、剣や遠距離武器を駆使し、与えられたミッションをクリアしてストーリーを進めて行く。
- クレイジーコンボ

一部の技の使用中に攻撃ボタンを連打するとダンテが一瞬輝き、強力な技に移行する。いずれも連打入力で持続時間を延長でき、複数の敵を巻き込むことができるものだが、隙が大きいという欠点もある。基本的に、近接武器に2つ、遠距離武器に1つクレイジーコンボが存在する。
- フリーライド

ダウンした敵に飛び乗るとスケボーのように滑ることができる。
- ポールダンス

棒を用い、ポールダンスで敵に蹴りを入れる。

### スタイリッシュランク
このゲームのポイントはいかに「スタイリッシュに」敵を倒していくかにある。敵との戦闘になると、画面右上にスタイリッシュランク、ランクの下にゲージが表示される。これはダンテをどれだけスタイリッシュに戦わせているかをあらわしたものであり、間をおかず多種類の技で敵を攻撃し続ける、敵の攻撃を直前で避けるなどの「スタイリッシュな行動」を行うことでランクの下のゲージが上昇。ゲージがMAXになるとランクが一つ上がるが、時間が経過するとランクは徐々に下がり、ダメージを受けると2段階分ランクダウンする。ランクは低いほうからD,C,B,A,S,SS,SSSの7段階ある。
- D...Dope! / ばか者、まぬけな
- C...Crazy! / 狂った、いかれた
- B...Blast! / ぶっ飛んだ、爆発
- A...Alright! / 申し分ない、結構な
- S...Sweet! / 最高の、いかした
- SS...Show time! / ショータイムだ!
- SSS...Stylish! / スタイリッシュ!!

敵を倒した時に出現するアイテム「レッドオーブ」はスタイリッシュランクが高いほど量が増える。このレッドオーブを消費することで、武器の強化やダンテの強化、技の習得を行う。左スティックやロックオンボタン、スタイルアクションによって様々な攻撃が出せ、攻撃方法によってスタイリッシュランクの上がり方も違う。
また、下記に示すようにダンテはスタイリッシュランクごとに挑発の台詞が変わる。
また上半身が裸のコスチュームと、デビル1コートなしコスチュームの使用時と、それ以外のコスチュームとで、一部、違う台詞を喋る。
- D〜C...C'mon wimp. / 来な、ノロマ野郎。
- B〜A...Come and get me. / 捕まえてみな。
- S〜SS...You scared? / お前ら、ビビッてんのか?
- SSS...Crazy?Huh!! / イカレてるって?ハッ!!
- SSS（低確率）...Sweet!!Baby!!! / 最高だぜ、ベイビー!!

上半身が裸、『1』のコート無しコスチューム時
- S〜SS...Hey!Do your job! / お前ら、やる気あるのか?
- SSS...Let's start the party!! / パーティを始めようぜ!

なお、プレイアブルキャラクターとしてのバージルは、装備中の武器によって挑発の台詞が異なる。
【閻魔刀】
- You shall die. / 消してやろう。

【ベオウルフ&フォースエッジ】
- Humph, how boring. / 退屈だ。
- ...C'mon. / …来い。

### デビルトリガー
デビルトリガー (Devil Triggar)、悪魔の引き金。以下ではDTと表記する。魔具に込められた魔力を用いて悪魔の力を引き出す能力であり、装備している魔具によって変身できる姿が異なる。攻撃を当てる・食らう・直前で避けるなどでDTゲージが徐々にたまり、3つ以上溜まっている状態で発動可能。
魔人化すると各種能力が上昇し、体力も徐々に回復、ダウン攻撃以外で仰け反らなくなるが、時間と共に魔力ゲージが減少していき、一部の強化対象となる技を使用するとさらに一定量のゲージが消費される。
今回のダンテ、およびバージルの魔人化したときのキャラクターデザインは『女神転生』シリーズのキャラクターデザイナーでもある金子一馬によるもの。ダンテ、バージル共にジャンプ中はコートが翼のように変形する（ただし、ダンテはリベリオンまたはネヴァン。バージルは閻魔刀またはフォースエッジ装備時の外見のみ）。
敵のバージルは、幻影剣使用時や魔人化時、ドーム状の力場を纏ってこちらの攻撃を無力化する。そしてダンテとの最終戦においては、通常より強力な通称「超魔人化（暴走魔人化）」を使用し、ほぼ全ての攻撃でダウンしないスーパーアーマー状態で嵐のような攻撃を仕掛けてくる。
トリガーバースト
今作ではDTゲージが4つ以上ある状態でDTボタンを押しっぱなしにすることで、発動瞬間のDTゲージ消費を増やす代わりに、魔人化した瞬間に周囲に大ダメージを与えて吹き飛ばせる。
フィアー値
敵に設定されている内部パラメータ。ゲーム中に直接確認することはできない。ダンテが敵を倒すごとに増していき一定以上になると、敵が恐れ攻撃頻度が下がる、もしくは逆上して攻撃頻度が上がる。ただし、最高難易度では一定以上たまると敵がDTを発動し防御力が大きく上昇する。フィアー値が加算される敵は、加算条件（敵撃破）を満たした時にマップ上に居る敵のみで、あとから出現した敵には適用されない。なお、フィアー値が設定されている敵はザコ敵とヘル＝バンガードのみで、バージルを含むボスキャラクターがこのシステムに影響されることはない。

### 難易度
『3』には5種類、『3SE』には6種類の難易度がある。
EASY（イージー）
初心者向けの難易度。NORMALで3回ゲームオーバーすると出現。様々な点でプレイヤーが有利になるように設定されている。
この難易度のみ選択可能なAUTOMATICを有効にすれば△ボタンを連打するだけで自動的に様々な剣攻撃を繰り出す。
ダンテはエボニー&アイボリーを装備中、□ボタンを一度押すと数発の弾が発射されるため、それほどボタンを連打しなくても銃が連射できる。
バージルは近接攻撃を出すだけで幻影剣が発射される。
この難易度でクリアすると上半身裸のダンテが、バージルモードではコートを脱いだバージルが使用可能になる。
NORMAL（ノーマル）
通常難易度。これをクリアすると、『1』のダンテのコスチュームが出現しHARDがプレイ可能になる。
EASYをクリアしていないなら、同時に上半身裸のダンテ、コートを脱いだバージルが解禁される。
HARD（ハード）
NORMALをクリアすると出現。これをクリアすると、コートを羽織っていない『1』のダンテと、魔剣士スパーダ（モーションや技などはダンテと同一）が使用可能になり、通常版なら「DANTE MUST DIE」モード、『3SE』ならば同時に「VERY HARD」モードがプレイ可能になる。バージルモードでは、闇に落ちたバージルが使用可能になる。なお、バージルがこの姿で魔人化すると、『1』のボス「ネロ・アンジェロ」の姿になり、武器や攻撃モーションもネロ・アンジェロと同一のものになる。
VERY HARD（ベリーハード）
『3SE』にて追加された難易度。基本的に敵の攻撃力や敵の配置などは後述の「DANTE MUST DIE」と同じだが、敵がデビルトリガーを発動しない。
これをクリアすると、DTゲージが減少しないスーパーダンテが使用可能になり、バージルモードでは、同じくスーパーバージルが使用可能になる。
Dante Must Die（ダンテ マスト ダイ）
最高難易度。とにかく敵の攻撃力・防御力が高く、なおかつ敵もデビルトリガーを発動するため一筋縄ではクリアできない。また、この難易度のみバージルが幻影剣を使用してくる。
これをクリアすると、通常版ではスーパーダンテが、SEでは新たにスーパースパーダが使用可能になる。バージルモードでは同様にDTが減らない「闇に落ちたバージル」が使用可能になる。
Heaven or Hell（ヘヴン オア ヘル）
DMDクリア時に出現する特殊な難易度。敵がどの攻撃でも一撃で倒せるかわりに、プレイヤー自身も一撃で倒されてしまうスリリングな難易度となっている。

### スタイル
今作には「スタイル」と呼ばれる新システムが導入され、○ボタンと左スティックの組み合わせで様々なスタイル固有のアクション「スタイルアクション」が発動する。スタイルには敵を倒して経験値を手にいれ成長する「成長型スタイル」と、DTゲージを消費して特殊効果が発動する「消費型スタイル」の2種類がある。ミッション開始前と、各ステージ内にある時空神像前でスタイルの切り替えが可能。また、成長型スタイルは続編の『4』でも使えるが、一部仕様が異なっている。
以下に、スタイルの種類と特徴を記す。

#### 成長型スタイル
ダンテ
トリックスター（Trickster）
移動力に特化したスタイル。敵の近くに瞬間移動するエアトリックやウォールハイク（壁走り）などの動きで敵を翻弄する。回避率が格段に上昇するので、初心者にオススメのスタイルだが、完全に使いこなすためには高度なテクニックが必要となる。使い方によっては吹き飛ばした敵にダッシュで近づき追い討ちをかけるといったこともできる。レベルが上がるにしたがってトリッキーなアクションが増えていき、汎用スキルであるエアハイク（2段ジャンプ）や空中でのエネミーステップ（敵を踏み台にしてジャンプ）などと組み合わせると、驚異的な動きが可能となる。また、ジャンプと同様、これによる各種スタイルアクションの出始めには無敵時間が存在する。
ソードマスター（Swordmaster）
近接攻撃（剣）に特化したスタイル。近接武器それぞれに固有のスタイルアクションが用意され、レベルが上がるごとに技も増えていく。『3』の中で最も技の種類が多いスタイルで、それだけ戦闘における主力の手段と選択肢が増加するため、シンプルながらも非常に強力で扱いやすい。様々な攻撃を組み合わせコンボをつなげていくのがこのスタイルの醍醐味で、コンボの評価点を稼ぎやすいため、スタイリッシュランクを上げるには最適のスタイル。レベルが上がるにしたがって、隙は多少あるものの遠距離に対応した技も追加されていく。
ガンスリンガー（Gunslinger）
遠距離攻撃（銃）に特化したスタイル。銃器それぞれに固有のスタイルアクションが用意され、レベルが上がるごとに技も増えていく。『3』の中では2番目に技の多いスタイル。総じて攻撃範囲が広くなり、銃を回転させながら乱射したり跳弾を操ったりと、同時に複数の相手をすることができるようになる。ソードマスターが敵への直接攻撃に秀でているスタイルなのに対し、ガンスリンガーは全体への対応力が強化されていると言える。レベルが上がるにしたがって近接戦闘をカバーする技が追加されていくため、使いこなせばほとんど剣を使わずにクリアすることも可能。
ロイヤルガード（Royalguard）
防御とカウンターに特化したスタイル。敵の攻撃をガードしてダメージを軽減しエネルギーを溜める「ブロック&チャージ」と、溜めたエネルギーを放出し敵を攻撃する「リリース」が基本のスタイル。レベルが上がると空中でも前述の技が使用可能になる。また、敵の攻撃を受けるタイミングにジャストで合わせると発動する「ジャストブロック」「ジャストリリース」が真骨頂で、前者はボス敵の特定攻撃など通常ではブロックできないものも含め、あらゆる攻撃をダメージ0で防ぐことができ、後者はエネルギー値が低くとも非常に高いダメージを敵に与える。最大までエネルギーを溜めた際のジャストリリースは、本作の技の中で最高の威力を誇り、ベオウルフと魔人化を組み合わせた際の破壊力は計り知れない。しかしジャストガードのタイミングが極めてシビアであり、慣れが必要な上級者向けのスタイルと言える。
バージル
ダークスレイヤー（Darkslayer）
敵の前方・上方・下方（地上だと後方）へ瞬時に移動し一気に間合いを詰めることができる。移動・回避にも役立ち、遠距離攻撃の乏しいバージルの弱点をカバーする、攻撃に傾倒したトリックスターといえる。
瞬間移動はダンテのエアトリックと同じく距離制限があり、制限以上の遠距離にいる敵への瞬間移動はできない（到達できないだけで、その方向への移動そのものは行う）。ただし接近に限定されるダンテのエアトリックと違い、一気に敵との距離を調整できるため使い勝手の良さは増している。
バージルはこれ以外のスタイルを持たず、スタイルレベルが上がることで時空神像で強化できる技が増える。

#### 消費型スタイル
クイックシルバー（Quicksilver）
ゲリュオンを倒すと使用可能になる、時の流れを操るスタイル。使えるスタイルアクションは、画面全体が明転し自身を除く全てがスローモーションになる「タイムラグ」のみ。発動直後には無敵時間が存在し、一方的に攻撃を連発できる反則的なスタイルではあるものの、DTゲージを急速に消費するため、ゲージがフルでも発動を続ければ10秒程度しか持続しない。発動中にも魔人化は可能だがDTゲージがさらに速く減る。狂った永劫機関所持時は使用できない。
ドッペルゲンガー（Doppelganger）
文字通りドッペルゲンガーを倒すと使用可能になる、自分の影を操れるスタイル。使えるスタイルアクションは魔力ゲージを消費してダンテの分身を作りだし、2人で共闘する「アフターイメージ」のみ。分身はダンテの行動（押したボタン）と同じ動作を取るが、発動時に装備していた武器のままで分身が形成されるため、発動後に装備を変更することで全く違う攻撃を同時に行える。単純にダメージが2倍化するので、コツをつかむと非常に強力。
L1ボタンを1回押すと1テンポ、2回押すと2テンポ遅れて分身が動き出すようになる。3回押すと元に戻る。また2P側コントローラーを使って分身を操作することもできる。ただし、こちらも10秒程度しか効果が持続しないため、時と場合を考えて発動する必要がある。
「タイムラグ」とは異なり発動中は強制的に魔人化している扱いのため、併用できない。正確には、通常の魔人とは違いコートが常時翼に変形している（リベリオン、ネヴァン装備時のみ）ことと、出現する分身は、装備している魔具に関係なくリベリオン魔人の外見であるなどの違いがある。狂った永劫機関所持時は使用できない。

## ストーリー
ある日、ダンテが開業前の自分の事務所でくつろいでいると、アーカムと名乗る男が彼のもとへやってくる。アーカムは「兄からの招待状を預かっている」とダンテに伝えると、その場に多数の悪魔を召喚し去っていった。
ダンテは難なくアーカムの手先を蹴散らすも、そのときの衝撃で事務所が倒壊してしまう。時を同じくして、街の中央に巨大な塔テメンニグルが出現する。その頂上ではアーカムとダンテの兄・バージルがダンテを見つめていた。
その場の悪魔を一掃したダンテは、彼らの居城であるテメンニグルへと歩み出す。

## 登場キャラクター
ダンテ(DANTE)
声 - ルーベン・ラングダン
主人公。悪魔（スパーダ）と人間の間に生まれた。母親の形見である銀のアミュレットを持っている。
前作の『1』と『2』、後の『4』と比べて、若さのためか刹那主義者で快楽主義者なところがあり、口数が多く、ボス相手にも挑発的な軽口を飛ばし、冗談めかした言い回しを多用するが、自分よりお喋りな人間は好まない。いつもふざけた調子を崩さないが、悪を憎む心と信念を貫き通す力はこの時から健在。父の持つ正義の心と母の優しさを受け継いでいる。食事は大抵デリバリーの、彼の好物であるオリーブ抜きのピザ、また漫画版ではトマトジュースも好んでいた。ハードロックを好み、事務所にはジュークボックスがある。多数の楽器も存在し、演奏も可能らしい。父の形見の剣の一つ「リベリオン」と2丁拳銃「エボニー＆アイボリー」を駆使して悪魔を蹴散らす。またあらゆる銃器、魔具を使いこなすスキルも持ち合わせている。
最初の時点では、自らの持つ力を持て余している部分があり、バージルと戦う理由も「気に食わない」という表現を用いていた。しかし、バージルとの戦い、レディとの出会いを重ね、少しずつ自分にとって何が大切なのかを理解していく。
戦闘では5つずつの近距離武器・遠距離武器のうち2つずつと6つのスタイルのうち1つを用いて戦う。バージルに比べるとバランスが取れた構成となっている。
バージル(VERGIL)
声 - ダン・サウスワース
ダンテの双子の兄。母親の形見である金のアミュレットを持っている。ダンテと同じく人間と悪魔の血を引いているが、人間としてではなく悪魔として生きる道を選んだ。性格は寡黙で冷徹非情、必要とあれば命を奪うことにためらいはない冷徹な合理主義者。幼き頃、母を悪魔によって殺され、幼かったダンテを守ることができなかったことをきっかけに、力こそが全てと信じ、父スパーダのごとき純然たる力を追い求め始める。そして行方をくらませていたが、魔界への扉を開く目的のためにテメンニグルを起動させる。その扉を開けるためには2つのアミュレットが必要だと知り、ダンテと一年ぶりに接触するが、ダンテとの見解の違いから兄弟で相まみえることとなる。父の形見の剣の一つ「閻魔刀」を携えている。戦闘において銃器を一切使用しないことを、自らの美学としている。
ゲーム版の1年前を描いた漫画版では、とある図書館でアーカムと出会う場面が描かれ、テメンニグルの封印を解くためにアーカムを伴い、封印の要としてスパーダによって名を奪われ各地に封印された悪魔を解放して回っていた。また、当時は髪を逆立てておらずダンテと同じ髪型だったが、偶然出会ったエンツォにダンテと間違われたことをきっかけに、現在の髪型に変えた描写がある。エンツォを通してダンテの存在を知り、小競り合いの末に彼のアミュレットを手にするも「いつでも取れる」とあっさりダンテに投げ返している。その後の顛末は漫画版が未完のままとなってしまったため描かれていない。
PS2版『3SE』では、一度ダンテでゲームをクリアするか、もしくは通常版『3』のクリアデータを読み込むことでプレイヤーキャラクターとして選択することができる。オープニングムービーでは上記の漫画版で描かれたアーカムとの出会いの場面が使用されているものの、「バージルの髪型がすでに逆立っている」「アーカムの顔にすでに痣がある」「漫画版でアーカムの傍らに付き従い、バージルに切り捨てられた女性の姿の悪魔がいない」などといった違いがある。
戦闘では3つの近距離武器と遠距離攻撃魔術「幻影剣」、ダークスレイヤースタイルで戦う。3つの近距離武器を同時に使え、幻影剣を混ぜることで爆発的な攻撃力を発揮できるが、エアハイクが使えないのが最大の欠点。また、フリーライド、ポールダンスは使えず、クレイジーコンボも存在しない。
レディ(LADY)
声 - カリ・ウォールグレン
ヒロイン。人間の女性でありながらデビルハンターを生業としている。オッドアイを受け継ぐアーカムの娘。母を通して、スパーダに協力した巫女の血を引く。本名はメアリ（ミドルネームは母と同じく「アン」）。「レディ（お嬢さん）」とは、初対面で名乗らなかった彼女にダンテがつけた呼び名だが、のちに彼女自身が名乗るようになった。
悪魔の力の魅力に取り憑かれた父アーカムによって母カリーナを殺され、自分の手で始末をつけるためにアーカムを追っている。悪魔になるために母を生贄にした父と、父を変貌させた「悪魔」そのものをすべて滅ぼす決意を持つ。最初はダンテもその例外ではなかったが、最終的に和解。後にダンテとバージルに敗れ瀕死の重傷を負った父と再会し、止めを刺したものの涙を流している自分に気付く。
カリーナ＝アンをはじめ、多数の近代兵器を巧みに駆使して戦う。ダンテとの作中のやりとりから、ダンテは彼女がきっかけでかつてのスパーダと同じ志を持ったと考えられる。それ以降は（『1』より後の話であるアニメなど）ダンテとはデビルハンターの仲間として友人のような付き合いをしている模様。ただ大金をダンテに貸しており、彼が仕事を終えると報酬の大半を取り立てる。
アーカム(ARKHAM)
声 - アダム・クラーク
本名はジョン・アーカム。バージルに協力する謎のオッドアイの男。悪魔の力を持つ書物を手にし魔道の探求の末、悪魔の力を使えるようになる。その際には悪魔になるために実の妻を生贄にした。嫉妬を司る巨魔「リヴァイアサン」が飛び交う、かつてスパーダの力によって封印された巨塔テメンニグルにてダンテやバージル、自分の娘さえも利用して魔界を開放し、スパーダの絶大な魔力を手に入れ、地上と魔界を支配する神になろうとたくらむ。
だが、力を扱いきれずスライムのような姿になり、ダンテとバージルに敗れ、最期は自分の娘により命を絶たれる。サブメニューのエネミーファイルの記述より、悪魔化した醜悪な姿はスパーダ由来の物ではなく、アーカム自身の心の闇が反映された物であるとされている。開発当初は「ハイネ」という名前が付けられていたが、米国ではスラングで「お尻」という風に聞こえてしまうことから、現在のアーカムへと変更された。
漫画版ではバージルとの出会いが描かれている。当時はまだ顔に痣がなく、彼の妻と思しき女性も登場しており、まだ悪魔の力を手にしていないことが示唆されているが、悪魔を使役している描写がある。バージルには素顔のままで接触する一方で、ダンテには『不思議の国のアリス』に登場するウサギを模した「ラビ」として現れ、偽の依頼でおびき出してアミュレットを渡すよう迫ったり、当時はまだ悪魔の力が目覚めていなかったダンテにその力を実感させるため、一時的にデビルトリガーを目覚めさせるなどした。彼が持ち歩いている書物は『魔剣文書』といい、内容はどの古代言語とも違う独特の象形文字のような言語で書かれているためアーカム以外には読み解くことはできない。作中ではバージルが目を通しているものの、読み解くことができずに断念している。なお、後年発売された『5』のギャラリーモード内にて、この魔剣文書の内容の一部が描かれ、スパーダが生前用いていた3本の魔剣はスパーダ自身の魔力を分割して生み出されたものであるとの文が引用されている。
ジェスター(JESTER)
ピエロのような男で、その正体は変装したアーカム。ギガピード戦後に開かなくなった扉の開き方を、馬鹿にした態度でダンテに教え、その後も度々塔の奥深くへと続く道を教えに現れる。ジェスターとは「道化師」(正確には「雇われ道化師」)という意味。開発期には「ジョーカー」という名称が用意されていたが、『バットマン』関連の著作権に抵触することを懸念して改称された。また、元はアーカムが使役する悪魔という設定であったが、最終的に現在の形となった。『3SE』ではボスとして一度は戦わなければならない。

## 武器
| 名前                                | 能力 |
| 近接武器                            | 近接武器 |
| ----------------------------------- | --- |
| リベリオン （Rebellion）            | 魔の属性を持つ初期装備の大剣。「反逆」の名を持ち、以降ダンテ愛用の剣として登場するスパーダの形見の一つ。実質的な無属性で攻撃範囲や全ての敵に対する攻撃力が平均レベル。初登場時の『2』ではほぼ十字架のような形状の細身の剣だったが、今作ではやや太めの大剣となっている。『1』のダンテ・スパーダのコスチュームの時はグラフィックがフォースエッジに変わる。DT発動時は全てのステータスが平均して上がる他、ジャンプ中はコートがコウモリのような2枚の翼に変形し、さらにこの魔人時のみ、ジャンプ中に翼を広げて滑空することができる。クレイジーコンボはコンボBおよびスティンガーから派生する連続突き「ミリオンスタッブ」とダンスマカブルから派生する連続蹴り「クレイジーダンス」。序盤からバージルとの1戦目までは鍔と髑髏が閉じているが、ダンテがバージルにリベリオンで胸を貫かれた際に覚醒、髑髏の口と鍔が開き、『2』にやや近いデザインとなる（以降はゲーム中だけでなく、アイテム欄のアイコンも覚醒後の物に置き換わる。また、漫画版にてダンテが一時的に悪魔の力に目覚めた際も同様の変化を起こしている）。 |
| ケルベロス （Cerberus）             | 氷属性のヌンチャク。射程が短く威力も低いが、連続攻撃に特化している。DT発動時は移動速度が最も速く、遠距離武器の連射速度も向上する。エアハイクは使えない。DT発動時は翼が背中に移動した格闘タイプになり、頭部の意匠は犬の耳を思わせるように鋭角化する。クレイジーコンボはコンボBから派生し、ケルベロスを投げて自分の周囲を周回させる「サテライト」と、巨大な氷解を形成する「ミリオンカラット」。後のアニメ版ドラマCDにて再登場。エンツォの店に質に入れられており、同作中で店内で暴れるレディからパティとエンツォを守るために使用された。『5』の前日譚である小説『Before the Nightmare』でも大悪魔バルログ討伐の際に使用され、バルログの腕に埋め込まれた閻魔刀の破片と相討ちになる形で破壊された。 |
| アグニ&ルドラ （Agni&Rudra）        | 2組1対のノコギリ刃型半月刀で、アグニは炎、ルドラは風の属性を持つ。通常は双剣だが、柄頭を接続して両剣状にすることも可能。DT発動時は、攻撃力を中心に総合的にステータスが上昇する。外見は格闘タイプの魔人に変化するが、全体的にノコギリのように刺々しくなり、左右の目も武器に合わせたカラーのオッドアイになる。クレイジーコンボはコンボCから派生する連続切り「ミリオンスラッシュ」と、炎の竜巻を発生させる技「ツイスター」から派生し、竜巻と共に自身も空中に滞空する「テムペスト」。後のアニメ版ドラマCDにて再登場。勝手に喋り続けて五月蝿いという理由で、エンツォの店に質草としてではなく、商品として完全に売り払われてしまっていた。同作の騒動の際にも使用する魔具を品定めするダンテに自ら名乗りを上げるも固辞されてしまう。 |
| ネヴァン （Nevan）                  | 雷属性の大鎌のような刃を持つエレキギター。「チューンアップ」という独自の動作で攻撃（演奏）態勢に入り、電撃を纏った蝙蝠を飛ばすなどの攻撃を行う（チューンアップ自体にも攻撃判定がある）。攻撃回数が多く広範囲で、スタイリッシュランクを上げやすいが、エアハイクは使えない。DT発動時はリベリオン魔人に似た外見に変化するが、全魔人の中で唯一頭部は口元以外が隠れた独特のデザインで、頭部の意匠もコウモリの羽のような形状に変化する。体力回復速度が最も速い他、リベリオン魔人と同じくコートが翼に変形し、空中に浮かび上がる「エアレイド」が行える。クレイジーコンボはコンボBから派生し、大量のコウモリを広範囲に呼び出す「ジャムセッション」と、ギターを自身の周囲を周回させる「フィードバック」から派生し、鎌に変形したネヴァンを振り回す「クレイジーロール」。 |
| ベオウルフ （Beowulf）              | 光属性の籠手と具足。リーチが最も短く基本的に自身の正面にしか攻撃できないが、技の攻撃力が総じて高く、攻撃時にボタン長押しで溜めることでさらに威力を上げられる。DT発動時は防御力と攻撃力の上昇値が全武器中で最も高く、ハイパーアーマーによる強引な攻撃を行いやすい。外見はケルベロス魔人に似た格闘タイプの魔人に変化するが、頭部は丸みを帯びた形状である。近接武器で初期装備のリベリオンを除き、唯一ボスを倒すのではなく拾って入手する。クレイジーコンボはコンボBから派生する百烈拳「ハイパーフィスト」と、渾身のアッパーを叩き込む「リアルインパクト」から派生する旋風脚「トルネイド」。 |
| 遠距離武器                          | |
| エボニー&アイボリー （Ebony&Ivory） | ダンテ愛用の2丁の大型拳銃。連射可能。ガンスリンガースタイル時のみ、数発分の銃弾を強化するチャージショット、倒れている相手への追い討ちとなるクレイジーコンボ「ワイルドスタンプ」が使用可能となる他、一定時間連射するだけで威力が上昇する「ラピッドショット」が発動する。 |
| ショットガン （Shotgun）            | シリーズお馴染みの猟銃。至近距離では相手を吹き飛ばすほどの威力を誇るが、距離が開くと極端に威力が落ちてしまう。こちらもガンスリンガースタイル時のみチャージショット、ラピッドショットが使用可能。クレイジーコンボはガンスティンガーから派生し、強化された銃弾を連射する「ポイントブラック」。 |
| アルテミス （Artemis）              | 塔内に封印されていた、魔力の矢を大量に放出する魔界の銃。タメ撃ちすることで複数の敵を、ガンスリンガー時は一体を集中攻撃できる。魔界の名銃工マキャヴェリの作品の一つ。クレイジーコンボは銃口にエネルギー球を形成して攻撃する「スフィア」から派生し、広範囲にエネルギー弾の雨を降らせる「アシッドレイン」。 |
| スパイラル （Spiral）               | 連射はできないが、長射程と高い貫通力を持つ対戦車ライフル。空中では撃てない。ガンスリンガー時は敵や空間内を乱反射する弾を放つことができる。クレイジーコンボは強化された銃弾を放つ「スナイパー」から派生し、さらに銃弾が乱反射する効果を付加する「リフレクター」。 |
| カリーナ＝アン （Kalina Ann）       | レディの母親の名を冠するフックショット付きのロケットランチャー。連射はできず射程も短いが、高い攻撃力と攻撃範囲を持つ。その他、ガンスリンガー時には敵を引き寄せるフックショット（グラップル）、後部からのマイクロミサイル（ヒステリック）などといった副装備を使うことが可能。空中では撃てない。また、唯一クレイジーコンボを持たない。 |

| 名前                          | 能力 |
| 近接武器                      | 近接武器 |
| ----------------------------- | --- |
| 閻魔刀 （Yamato）             | 父スパーダの形見でもあるバージル愛用の闇属性の日本刀。「人と魔を分かつ」とも、「闇を切り裂き食らい尽くす」とも言われている刀。攻撃後の隙は大きいが、DTゲージが溜まり易いという特性を持つ。なお、この武器を使う全ての攻撃後には挑発と同じ扱いの納刀モーションがあり、敵前でこれを最後まで見ると、DTゲージとコンボランクゲージが上昇する。デビルトリガーを引くことにより、閻魔刀の鞘が左腕に融合した左右非対称の魔人に姿を変える。魔人化時はダンテと同様に、ジャンプ中はコートが4枚の翼に変形するが、滑空、滞空するようなアクションはない。 |
| ベオウルフ （Beowulf）        | ダンテのものと同じだがバージルは脚技が多く、溜め攻撃を一切することができない代わりに攻撃速度が速い。ダンテと異なり、バージルの他武器同様、エアハイクは使えない。こちらは翼が背中に移動した格闘タイプの魔人に変化し、胴体左半分が露出した左右非対称の外見になる。 |
| フォースエッジ （Force Edge） | スパーダが残した魔属性の剣で、今作では真の力はまだ出していない。技はダンテのリベリオンに近いが、閻魔刀との二刀流になるため連続攻撃に優れている。そのため、魔人化時の姿は閻魔刀装備時と同じ外見である（この時点では、まだフォースエッジを用いて魔人化ができないため、閻魔刀を用いて魔人化している）。 |
| 遠距離武器                    | |
| 幻影剣 （Summond swords）     | バージルの周囲を浮遊する、魔力で生成された浅葱色の飛剣。形状はフォースエッジをモデルにしている。ダンテの遠距離武器と異なり、攻撃モーションがなく近接武器での攻撃中に複合して使用可能で、自らの周りに展開したりまとめて射出したりといった多彩な攻撃も可能。 |

## 悪魔

### 大悪魔
塔内部の各所に魔界と共に封じ込められた強力な悪魔たち。
ヘル=バンガード
魔力で形成された巨大な鎌を持つ死神のような風貌の悪魔。作中において砂や悪魔の体液を依り代に現界している雑魚キャラクター群“7ヘルズ”を統轄する役割を持っており、部下同様砂を依り代にしている。鐘の音と共に瞬間移動しつつ鎌で攻撃する“ヘルズゲート”で相手を幻惑する戦法を取り、これらは難易度によって攻撃回数が増加する。戦闘中に止めを刺すに至らずバージルの元へ逃げ帰るも、バージルによって一刀の下に切り捨てられる。
事実上の最初のボスだが、以降は中ボスのように複数体が登場する。声は『1』のシン・シザースおよびシン・サイズのものが流用されている。
ケルベロス
テメンニグルの玄関で待ち構える三つの首を持つ狼姿の氷を操る巨大な悪魔。試験官のような役割を持ち、門に近づく者は容赦なく襲うが、その力を認めた者に対しては敬意を表し、自らの力を与えるという一面を持つ。初対面でダンテにいきなり「ワンちゃん」呼ばわりされ激怒。戦闘の後、ダンテが先に進むに相応しい力を持つと判断し、武器に姿を変えその力を託した。
ギガピード
魔界に生息する体の節ごとに羽の生えた巨大なムカデのような姿をした悪魔。放電能力を持つ。体全体にダメージを与えることができ、中でも頭部へのダメージが最も大きく設定されているが、頭部へ攻撃すると一時的に移動スピードが上がる。
別の個体がリバイアサンに捕食されており、その腸内に中ボスの如く2体別々に登場する。鳴き声は『2』のピュイアの物が流用されている。
アグニ＆ルドラ
双子の兄弟で、テメンニグル頂上へむかう回廊の門番としてダンテを阻む。兄アグニは炎、弟ルドラは風の力を操る。ルドラはアグニを「兄者」と呼んでいる。巨大な体をした首無しの鬼のような姿だが、本体は刀そのもので肉体は傀儡。石突の部分に頭があり、会話も可能。自らを活かせる使い手を求めており、傀儡を倒したダンテに「自分たちを使って欲しい」と頼む。本人たちは真面目なつもりだろうが、会話が掛け合い漫才のようになってしまい、それにうんざりしたダンテは用いる条件としてしゃべらないことを約束させたが、技によってはかけ声を発する場合もある。
リバイアサンの心臓＆肺
テメンニグルの周囲を飛び回る超巨大なアリゲーターガーのような悪魔リバイアサンの心臓と肺。それぞれが独立した生物でもある。左肺はオーブを、右肺はダンテのDTゲージを吸収する能力を持ち、吸収した物に応じて心臓のコアからレーザーまたは追尾弾を発射する。
リバイアサンは作中のエネミーファイルより魔帝ムンドゥスに生み出された生体兵器であることが明かされており、心臓や肺の表面の模様や魔力吸収能力など、『1』のナイトメアとの共通点が見受けられる。
ネヴァン
声 - メアリー・エリザベス・マクグリン
妖艶な裸婦の風貌を持ち、電撃と蝙蝠を操る悪魔。かつてテメンニグル諸共スパーダに封印されたが、彼のことは「いい男」と評し、かつて因果関係があったことをほのめかしている。テメンニグルに封じられる前は多くの男たちの精を奪ってきたとされる。ダンテを誘い命を奪おうとするが、戦いの後にその力を認め、武器に姿を変えて同行する。
ゲームクリア時のボーナスアートで、本編のボスキャラクターが集合したアート内にはネヴァンのみ登場しておらず、別のアートでスパーダと共にダンテの事務所内を写したアート内に登場しており、かつてスパーダとはダンテとトリッシュのような関係であったことを匂わせるが、ゲーム中で特に言及はされていない。
戦闘時には大量の蝙蝠をドレスのように纏っており、これを攻撃で剥がさなければ直接ダメージを与えられない。特定の条件下で蝙蝠を剥がしきると、通常の無防備状態とは違いその場に倒れこむ。ただし纏っている部分は下半身のみであり、纏っていない上半身においては胸を髪で隠している（所謂髪ブラ）。
ベオウルフ
二千年前スパーダと戦って左目を失い、以降テメンニグル内に幽閉されたパズズのような姿の悪魔。復讐の機会を待ち続け、やってきたダンテに「スパーダの血族」の匂いを感じて襲いかかるも引き分け、今度は右目まで失い退却する。間も無く、匂いを頼りに「スパーダの血族」を捜し出し再び襲うが、それはダンテの双子の兄バージルで、瞬速のもと頭を断ち割られてしまう。この際倒されたベオウルフの力としてバージルが手に入れたのが籠手と具足で、二度目の兄弟戦で紛失したものをダンテが手に入れた。
他の、倒すと武器やスタイルになるボス悪魔たちは「生存している」と言えるのに対し、ベオウルフは相手を認めて協力するわけでもなく、本当に殺害されて力（魂）を奪われた作中で唯一の悪魔である。
ベオウルフとはイギリス文学最古の伝承の一つである叙事詩またはそれに登場する主人公にして英雄ベーオウルフの別読みである。
ゲリュオン
テメンニグル内部の橋に出現する馬車を引いた巨大な馬の姿をした悪魔。かつて人間界の名馬が魔界の瘴気に晒されたことで悪魔化した存在であり、永き時を生き続けることで時間を操る能力を身に付けた。戦闘開始直後は橋の上でダンテに襲い掛かるが、一定時間が経過するかある程度ゲリュオンにダメージを与えると橋が崩落、コロシアムに移動して再戦となる。馬車に満載した爆発する矢を飛ばしたり、馬車本体を振り回すなどの攻撃を行う。ある程度ゲリュオンにダメージを与えると、黒い球体を放ち、ダンテがこれに触れるとダンテの速度が一定時間極端に低下する。
倒すと消費型スタイルのクイックシルバーを入手する。
ドッペルゲンガー
魔界に向かおうとするダンテの前に立ちはだかる影の悪魔。向かい合った者の姿形をそのままコピーするような能力を持ち、通常時は悪魔化したダンテをそのまま黒くしたような風貌をしているが、弱体化時やエネミーファイル、クリアボーナスアートでは人間体のダンテが黒くなった姿に変わる。通常攻撃ではダメージを与えることができず、周囲の壁に設置されたライトを開放することで魔力が剥がれ、ダメージを与えることができる。
倒すと消費型スタイルのドッペルゲンガーを入手する。

### 通常悪魔
ヘル=プライド
傲慢の罪を問われ地獄へと墜ちてきた人間に、責め苦を与える魔界の住人。魔界より人間界へと具現化する際は、砂を触媒としている。通常悪魔では最も多く登場する敵である。
ヘル=エンヴィ
ヘル=プライド同様、魔界の住人。七つの大罪の1つ、嫉妬の罪を犯した者に、その罪を贖わせるために鎌を振るう。リバイアサンの体液を触媒としているため、分泌される胎内のみがその身を保つための依り代となっている。ヘルシリーズでは唯一MISSION-8のリバイアサンの胎内やMISSION-18内のリバイアサンの心臓との再戦でしか登場しない悪魔。
ヘル=レイス
7つの大罪の名を冠するヘルシリーズの一人で憤怒の罪を犯した者に責め苦を与える。攻撃方法は両手で支える魔界製の爆弾による自爆。近距離攻撃が一切通じないため、銃による遠距離攻撃で対処するしかない。
ヘル=スロース
怠惰の罪を犯して死んだ人間を永遠に責め続ける地獄に住まう者。自身の身を砂に戻して一瞬にして離れた場所に移動する特殊能力を持つ。ヘルシリーズの中でも比較的体力が多く、離れていてもワープによる攻撃には注意が必要。
ヘル=グリード
地獄で7つの大罪の1つ、強欲を犯した罪人に罰を与える。巨大な棺桶の中からヘル=プライド、ヘル=スロース、ヘル=グラトニー、ヘル=ラストのいずれかを2体召喚する。攻撃してものけぞらない耐久力を持ち、近距離では棺を振り回す攻撃をしてくる。
ヘル=グラトニー
暴食の罪ゆえに地獄行きとなった者を責め続ける魔界の住人。触媒としてる砂を口から吐き出す攻撃を繰り出してくる。
ヘル=ラスト
ヘルシリーズの中でも比較的強い部類に入る魔界の住人。地獄では現世で色欲の罪を犯した者に、その報いを与える。バク転しながら斬りかかってくるなど機敏な動きで攻撃してくる。
アビス
魔界の深淵に生息する高位悪魔。手にする鎌は魔力により形成されており、切れ味は鋭い。戦いの際には魔界の尖兵としての役割を担い、多彩な技を駆使する。また、アビス(奈落)の名に相応しく地中深くに潜る能力を持つ。7ヘルズの比ではない攻撃力とスピードを兼ね備え、吹き飛ばされても宙返りをして突進によるカウンター攻撃を仕掛けてくる強敵。
エニグマ
本来はただの石像だったのだが、魔界の魔術により生命を吹き込まれ、動き出したもの。6本の腕で構える3つの弓からは魔力で形成された矢が放たれる。そのことから、魔界では魔弾の射手の異名を持つ。その場から移動しない固定型、平行移動しかしない平行型、通常移動型と3パターンのエニグマが存在する。
ブラッドゴイル
魔力が込められて作られた石像に、血液を注ぐことで誕生する悪魔。元は石で出来た身体だが、血を受けることで液状へと変化する。そのため、剣での攻撃では命を絶つことはできない。しかし、古の術法で作り出されているためか、銃などの近代兵器には弱い。通常時では剣などの近距離攻撃では分裂してしまって倒せないが、銃による攻撃を受けると石化するため、近距離攻撃が有効になる。
ソウルイーター
死んだ悪魔の怨念が集合し、異なる悪魔へ変貌した姿。生ける者の魂を拘束し、それを食らう。霊的存在に近しく、実体化していなければ物理的な干渉を一切受け付けない。その反面、現世との繋がりが弱く攻撃を受けるとすぐ消滅する。ダンテがソウルイーターに背を向けた時と突進時のみ、実体を現す。取り憑かれると体力ではなく、DTゲージが減少する。
デュラハン
騎士の甲冑に悪霊が憑依し、動き出したもの。そのため肉体はなく、甲冑の中は空洞になっている。左手に獣の顔がついた円形の盾を持ち、その盾には回転する刃がついている。その上を飛び越えようとすれば、籠手の中から剣を伸ばして突き刺そうとする。正面からの攻撃は一切受け付けず、背中についている巨大な赤い宝石に近接攻撃を当てなければ倒せない。
フォールン
かつては天上界に身を置いていたと言われる悪魔。甘言を弄することで、人間を堕落させる堕天使と推測される。天使を思わせる純白の翼はあらゆる攻撃を防ぎ、翼の下に隠された醜悪な腹部を晒した時のみダメージを与えることができる。翼を覆っている間はダメージを与えられないが連続で攻撃を与えることで破壊できる。絶えず空中を浮遊し、障害物を通り抜ける能力を持っており、光の剣による斬撃や剣を地面に投げつけて爆発させる攻撃を行ってくる。
アルケニー
女性の魂が魔界に漂う瘴気により悪魔へと変貌した姿。両腕の鎌による攻撃や体当たり以外にも、体内で生成した粘着性のある糸を敵に対して吐きかけて動きを封じたり、溶解液を吐き出す。また、アルケニーが倒された後からは、子蜘蛛が現れる。
クイーンアルケニー
永きに渡る時を生きたアルケニーが成長した姿。身体が大きくなり、外見もより禍々しく変貌を遂げた。行動パターンや攻撃方法は通常のアルケニーと変わらないが、攻撃力や耐久力はさらに向上している。
ダムドチェスメン
魔界に到達したダンテをチェス盤のようなフィールドで待ち受ける、チェスの駒を象った石像の軍団。キング、クイーン以外の駒はこれまでの道中でも雑魚キャラクターとして登場している。全員がそれぞれの実際のチェスの駒に則った動作を行う。キングを撃破すれば戦闘は終了するため、駒を全滅させる必要は無い。サブメニューのエネミーファイルにて、彼らの存在が人間界のチェスのモデルになった、或いは人間界のチェスが彼らのモデルになったという二つの可能性が言及されているが、どちらが真相かは明かされていない。
ダムドキング
ダムドチェスメンを統率する駒で、三つ目の髭面の男性の姿をしている。戦闘開始から一定時間が経過すると動き出す。フィールド内にダムドルークが健在の場合、攻撃を受けると即座に近くのダムドルークと位置を入れ換える。ダメージを受けると、頭部が展開、内部の球形のコアを露出させ、自身の周囲一マス分を衝撃波で攻撃する。
内部のコアが『1』のナイトメアの物に酷似していることや、ダムドキングの外見などから、魔帝ムンドゥスとの関連性を匂わせる。
ダムドクイーン
女性の姿をした駒でダムドキングの隣に配置されている。戦闘直後は起動しない。自身または他の駒にダメージが入ると、笑い声と共にプレイヤーの方向に一直線に突進してくる。現実のクイーンに則り、前後左右斜め方向に移動する。
ダムドビショップ
魔術師の姿をした駒で、作中にはゲーム序盤から登場する。斜め四方向に向けて火球を飛ばす攻撃を行う。現実のビショップ同様、斜め一直線にしか動くことができない。また、自分か他の駒の体力を回復させることがあり、詠唱中に攻撃を加えることで阻止することができる。
ダムドナイト
馬の頭部を模した駒で、作中にはゲーム序盤から登場する。現実のナイト同様、他の駒を飛び越して移動することができる。攻撃は頭部の角を用いた凪ぎ払いのみ。
ダムドルーク
塔を模した駒で、作中にはゲーム中盤から登場する。前後左右一直線移動する。また、塔を花弁状に展開し、前後左右方向にレーザーを照射するだけでなく、内部からポーン、ビショップ、ルーク、ナイトのいずれかを召喚することができる。また、ダムドルークがフィールド内に存在する場合、ダムドキングにダメージを与えることが困難になる。
ダムドポーン
二本の剣を携えた騎士を模した駒で、作中にはゲーム序盤から登場する。基本的に自身の正面一マスにしか移動できないが、攻撃時にプレイヤーの死角に回り込んでくる場合がある。また、フィールドのチェス盤の端に到達することでナイト、ビショップ、ルークのいずれかに変化する。

## Special Edition
発売後に開発部へ寄せられた意見を参考に、多数の要素を『3』に追加したグレードアップバージョンである。そのため、『3SE』でも前作『3』の要素は全てプレイ可能になっている。後に一部の音楽を収録したCDがセットになったザ・ベスト版が発売された。また、DMCシリーズで初めてPCへ移植されたタイトルであり、同時にシリーズで初めてカプコン以外のメーカーから販売された作品でもある。敵の配置が変更されたり新しいボスが追加されたりしているにも拘らず、2024年9月現在、SEの攻略本は発売されていない。2006年5月23日にはSTEAM版の配信も開始された。

### SEでの主な追加・変更点
- 新たにダンテの兄、バージルを使ってダンテのミッションを攻略する「バージルモード」が追加[5]。ムービーはオープニングの2つのみ(新規に追加されたもの)で、本編中のムービーはカットされている。
- 『2』で好評だった「ブラッディパレスモード」が追加された。
- 新ボスとしてジェスターを追加。
- 難易度に海外版で搭載されていた「Very Hardモード」を追加。このモードは「Dante Must Die」準拠だが、敵がデビルトリガーを使わなくなっている。
- 同じく海外版での仕様である「インターナショナルモード」が追加され、従来の仕様は「ゴールドモード」という名称に変更された。インターナショナルモードではゴールドオーブが存在しないため、その場で復活できず、所持しているイエローオーブ（『1』から再登場）の数しかコンティニューできない。
- ストーリーのデモを見られる「デモダイジェスト」が追加された。
- バトルを1.2倍に高速化する「ターボモード」が追加された。
- 韓国語字幕が削除された。HD版ではフランス語、ドイツ語、スペイン語、イタリア語が字幕に加わったが、韓国語は削除されたままである。
- 前作『3』のクリアデータが読み込み可能。
- デュラハンのモーション変更。
- 敵配置の部分的変更。
- HD版ではタイトル画面で全ての隠し要素を出現させるコマンドを入力するとセーブとロードができなくなり、電源を切るまで有効という仕様になった。また、サブメニューで閲覧できるアクションコマンド説明の絵が静止画から動画に変更された。

## 用語
テメンニグル
本作の舞台で悪魔崇拝者たちが造り上げた巨大な塔。魔界への門を開く装置でもあり、名前は「恐怖を生み出す土台」を意味する。門を開く鍵はダンテとバージルの持つ母の形見である「二つのアミュレット」と「スパーダの血」、そして「穢れなき巫女の血」である。これらを捧げることで封印が解け、魔界への扉が開く仕掛けになっている。塔内部の各所にスパーダが魔界と一緒に封じ込めた強力な悪魔たちが存在し、ダンテの前に立ち塞がる。

## コミカライズ
『デビルメイクライ3』
『デビルメイクライ3 code：2 "Vergil"』
原作：カプコン、著：茶屋町勝呂、出版：メディアファクトリー
ゲーム本編の一年前の物語となる公式オリジナルストーリー。1巻はダンテ、2巻はバージルが主人公。ゲームでは示唆されるのみだった2人の因縁が明らかになる。また、ゲーム内では特に語られない設定についても、謎を解く鍵が作中に数多く散らばっている。ヒロインのレディも未だ一般人ながら登場する。全3巻予定だったが3巻は発売されず未完のまま終わった。1巻は2005年2月28日、2巻は2005年7月31日発売。